# مرجلات
مرجلات (به صربی: Merdželat) یک منطقهٔ مسکونی در صربستان است که در سورییگ واقع شده‌است. مرجلات ۱۴۷ نفر جمعیت دارد.